# Rezervația Miru-Bora
Miru-Bora este o arie protejată de interes național ce corespunde categoriei a IV-a IUCN (rezervație naturală de tip floristic și faunistic), situată în județul Vâlcea, pe teritoriul administrativ al comunei Voineasa.

## Localizare
Aria naturală protejată se află în Munții Lătoriței la o altitudine cuprinsă între 1.800 și 2.030 m, în coama nord-estică a Vârfului Bora, în apropierea lacului de acumulare Vidra.

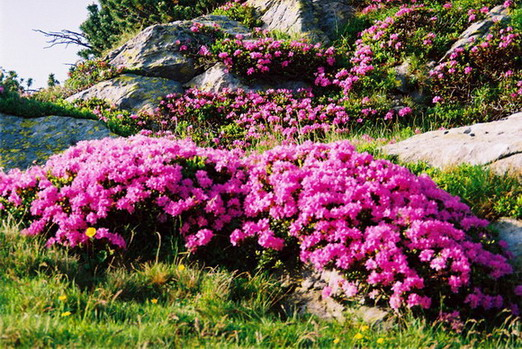
Bujor de munte

## Descriere
Rezervația naturală Miru-Bora a fost declarată arie protejată prin Legea Nr.5 din 6 martie 2000 (privind aprobarea Planului de amenajare a teritoriului național - Secțiunea a III-a - zone protejate) și reprezintă o zonă ce conservă habitate de pajiști alpine, formațiuni ierboase și tufărișuri cu jneapăn (Pinus mugo) și bujor de munte (din specia Rhododendron myrtifolium) și adăpostește o mare varietate specii faunistice, unele protejate prin lege (urs brun, cerb, cocoș de munte).